# مایکل سر
مایکل سر (انگلیسی: Michael Serr؛ زادهٔ ۱۴ ژوئیهٔ ۱۹۶۲) بازیکن فوتبال اهل آلمان است.
از باشگاه‌هایی که در آن بازی کرده‌است می‌توان به باشگاه فوتبال زاربروکن و باشگاه فوتبال کایزرسلاوترن اشاره کرد.